# 武林盛一
武林 盛一（たけばやし せいいち、1842年2月25日（天保13年1月16日） - 1908年（明治41年）4月9日）は、明治時代の写真家。 
小説家の武林無想庵の義父。

## 経歴
1842年2月25日（天保13年1月16日）陸奥国弘前（現・青森県弘前市）に弘前藩士の子として生まれる。1858年（安政5年）に蝦夷地へ渡り、箱館奉行所の外国船検査掛となる。ロシアなどの外国艦船に出入りして写真に興味をもつようになり、1868年（明治元年）箱舘府に仕えながら写真師田本研造に師事（一番弟子）し写真術を学んだ。
1870年（明治3年）に退官、翌1871年（明治4年）函館で写真スタジオを開設し、後札幌に移る。1872年（明治5年）開拓使写真御用掛に任命され、北海道各地の記録撮影をおこなう。1884年（明治17年）、東京に写真スタジオを開業。
1908年（明治41年）、67歳で死去。葬儀は浅草本願寺で盛大に執り行われた。法名は釈願成。墓所は雑司ヶ谷霊園。